# 2041
|  | Denne artikel beskriver en fremtidig begivenhed Denne artikel eller sektion handler om planlagt eller forventet fremtidig begivenhed. Der kan forekomme spekulativ information, og indholdet kan ændres dramatisk når begivenheden nærmer sig og mere information bliver tilgængelig. |

| 2041               |
| ------------------ |
| Dødsfald - Fødsler |
|                    |

| Gregoriansk kalender | 2041 MMXLI              |
| Ab urbe condita      | 2794                    |
| Armensk kalender     | 1490 ԹՎ ՌՆՂ             |
| Kinesiske kalender   | 4737 – 4738 庚申 – 辛酉 |
| Etiopisk kalender    | 2033 – 2034             |
| Jødisk kalender      | 5801 – 5802             |
| Hindukalendere       |                         |
| - Vikram Samvat      | 2096 – 2097             |
| - Shaka Samvat       | 1963 – 1964             |
| - Kali Yuga          | 5142 – 5143             |
| Iransk kalender      | 1419 – 1420             |
| Islamisk kalender    | 1463 – 1464             |

2041 (MMXLI) begynder året på en tirsdag. Påsken falder dette år den 21. april.
Se også 2041 (tal)

## Fremtidige begivenheder
| År | Spire Denne artikel om et år, årti, århundrede eller årtusinde er en spire som bør udbygges. Du er velkommen til at hjælpe Wikipedia ved at udvide den. |